# فياتشيسلاف كوزنيتسوف (دراج)
فياتشيسلاف كوزنيتسوف (بالروسية: Кузнецов, Вячеслав Геннадьевич)‏ هو دراج روسي، ولد في 24 يونيو 1989 في تولياتي في روسيا.

## وصلات خارجية
- فياتشيسلاف كوزنيتسوف على موقع الاتحاد الدولي للدراجات (الإنجليزية)
- فياتشيسلاف كوزنيتسوف على موقع أرشيف الدراجات (الإنجليزية)
- فياتشيسلاف كوزنيتسوف على موقع إحصائيات الدراجات الإحترافية (الإنجليزية)
- فياتشيسلاف كوزنيتسوف على موقع نسبة الدراجات (الإنجليزية)
- فياتشيسلاف كوزنيتسوف على موقع CycleBase (الإنجليزية)